# Marion Heights
Marion Heights ist ein Borough im Northumberland County, Pennsylvania, Vereinigte Staaten. Das U.S. Census Bureau hat bei der Volkszählung 2020 eine Einwohnerzahl von 560 ermittelt.

## Geographie

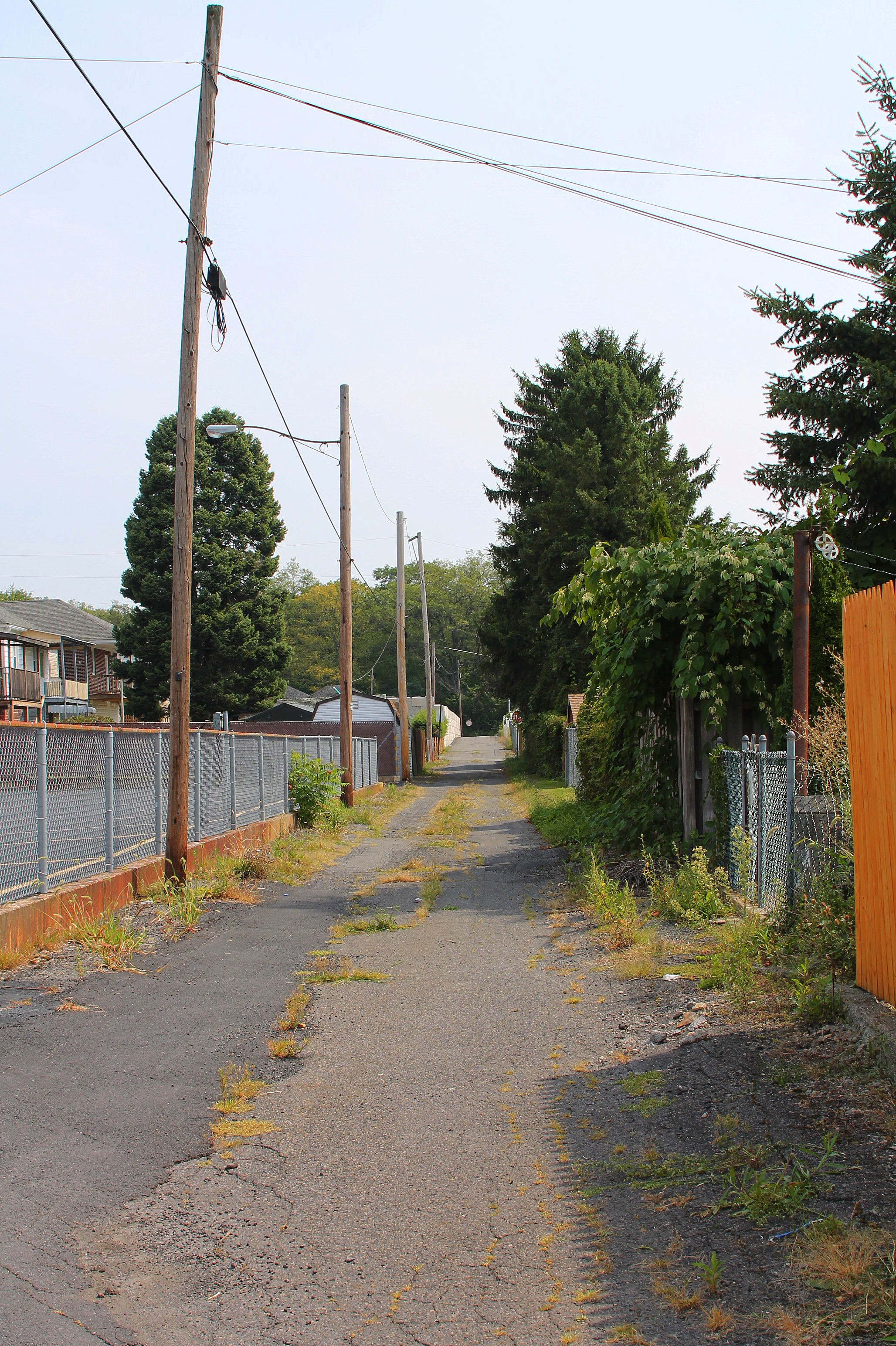
Mine Street in Marion Heights

Marion Heights geographische Koordinaten lauten 40° 48′ N, 76° 28′ W (40,804745, −76,464013). Der Borough liegt im Nordwesten des Northumberland Countys an der Südflanke eines Ausläufers des Big Mountain und grenzt direkt an Kulpmont. Nach den Angaben des United States Census Bureaus hat der Borough eine Fläche von 0,5 km², alles davon ist Land.
Das Straßennetz von Marion Heights ist rechtwinklig angelegt, aber nicht nach Norden ausgerichtet. Die Nord-Süd-Straßen sind, von Osten nach Westen, Rosenthal, Morington, Woodland, Belgrade, Brunswick, Russell und Margarton Street, wobei die Russell Street die in Ost-West-Richtung verlaufenden Straßen in East und West teilt. Von Norden nach Süden sind dies Park Avenue, North, Coal, Melrose, Fern, Warsaw, Mine, Clermond und Oak Street. Alle Parzellen liegen jeweils nördlich und südlich an einer Straße, mit Ausnahme der Parzellen an der West Clermond Street, weil die Oak Street westlich an der Russell Street endet sowie der Parzellen an der Nordseite der Park Avenue.
Das Gebiet südlich der Oak Street ist unbebaut. Es handelt sich um früheres Tagebaugebiet. Zur Gemarkung von Marion Heights gehört auch das Gebiet um den Friedhof.

## Verwaltung
Marion Heights wird regiert durch einen gewählten Gemeinderat und Bürgermeister.

## Demographie
Zum Zeitpunkt des United States Census 2000 bewohnten Marion Heights 735 Personen. Die Bevölkerungsdichte betrug 1493,6 Personen pro km². Es gab 375 Wohneinheiten, durchschnittlich 762,0 pro km². Die Bevölkerung in Marion Heights bestand zu 99,32 % aus Weißen, 0 % Schwarzen oder African American, 0,14 % Native American, 0 % Asian, 0 % Pacific Islander, 0 % gaben an, anderen Rassen anzugehören und 0,54 % nannten zwei oder mehr Rassen. 0,41 % der Bevölkerung erklärten, Hispanos oder Latinos jeglicher Rasse zu sein.
Die Bewohner Marion Heights’ verteilten sich auf 314 Haushalte, von denen in 24,5 % Kinder unter 18 Jahren lebten. 48,7 % der Haushalte stellten Verheiratete, 13,7 % hatten einen weiblichen Haushaltsvorstand ohne Ehemann und 32,2 % bildeten keine Familien. 29,9 % der Haushalte bestanden aus Einzelpersonen und in 15,6 % aller Haushalte lebte jemand im Alter von 65 Jahren oder mehr alleine. Die durchschnittliche Haushaltsgröße betrug 2,34 und die durchschnittliche Familiengröße 2,89 Personen.
Die Bevölkerung verteilte sich auf 19,2 % Minderjährige, 6,5 % 18–24-Jährige, 26,9 % 25–44-Jährige, 26,0 % 45–64-Jährige und 21,4 % im Alter von 65 Jahren oder mehr. Der Median des Alters betrug 43 Jahre. Auf jeweils 100 Frauen entfielen 92,4 Männer. Bei den über 18-Jährigen entfielen auf 100 Frauen 88,6 Männer.
Das mittlere Haushaltseinkommen in Marion Heights betrug 29.107 US-Dollar und das mittlere Familieneinkommen erreichte die Höhe von 37.500 US-Dollar. Das Durchschnittseinkommen der Männer betrug 31.029 US-Dollar, gegenüber 21.250 US-Dollar bei den Frauen. Das Pro-Kopf-Einkommen belief sich auf 15.772 US-Dollar. 5,9 % der Bevölkerung und 5,3 % der Familien hatten ein Einkommen unterhalb der Armutsgrenze, davon waren 2,7 % der Minderjährigen und 11,0 % der Altersgruppe 65 Jahre und mehr betroffen.